# Newdale
Newdale – miasto w Stanach Zjednoczonych, w stanie Idaho, w hrabstwie Fremont.